# Troglohyphantes oromii
Troglohyphantes oromii är en spindelart som först beskrevs av Ignacio Ribera och Blasco 1986.  Troglohyphantes oromii ingår i släktet Troglohyphantes och familjen täckvävarspindlar.
Artens utbredningsområde är Kanarieöarna. Inga underarter finns listade i Catalogue of Life.